# Терни (провинция)
Те́рни (итал. Provincia di Terni) — провинция в Италии, в регионе Умбрия.

## История
Во втором тысячелетии до н. э. в провинции проживали умбры, основавшие несколько городов. С развитием цивилизации этрусков, занимаемая умбрами терриротория значительно уменьшилась. Война за господство в долине Тибра продолжалась несколько веков до прихода римлян в 299 году до н. э.
В III веке местным епископом стал Валентин Интерамнский, позже причисленный к лику святых. День Святого Валентина празднуется во многих христианских странах.
В 571 году Умбрия была завоевана ломбардами и оставалась частью формально независимого Сполетского герцогства до середины XIII века.
В конце XIX века единая Умбрия была разделена на провинции Терни, Перуджа и Риети. С наступлением индустриализации, Терни стала центром железнорудной и сталелитейной промышленности, из-за чего подвергалась бомбардировкам во время Второй мировой войны.

## География
К северу граничит с Перуджей, к востоку, югу и западу — с Риети, а на северо-западе — с Сиеной. Провинция располагается в юго-западной части Умбрии, занимая низовье Неры неподалёку от слияния с Велино и восточную часть долины Тибра.
Благодаря перепадам высот, в провинции широко используется гидроэнергетика, многие озёра служат водохранилищами или имеют искусственное происхождение.

## Города

### Крупнейшие города
По состоянию на 31 января 2015 года
| Герб | Город          | Население, чел. | Площадь, кв.км. |
| ---- | -------------- | --------------- | --------------- |
|      | Терни          | 112.133         | 211,90          |
|      | Орвието        | 20.751          | 281             |
|      | Нарни          | 19.916          | 197             |
|      | Амелия         | 11.907          | 132             |
|      | Монтекастрилли | 5.105           | 81,30           |
|      | Сан-Джемини    | 5.039           | 27              |
|      | Стронконе      | 4.906           | 71,38           |
|      | Акваспарта     | 4.844           | 79,58           |

### Самый маленький населённый пункт
- Коммуна Полино, население 232 человека, площадь 19 кв.км.

## Галерея

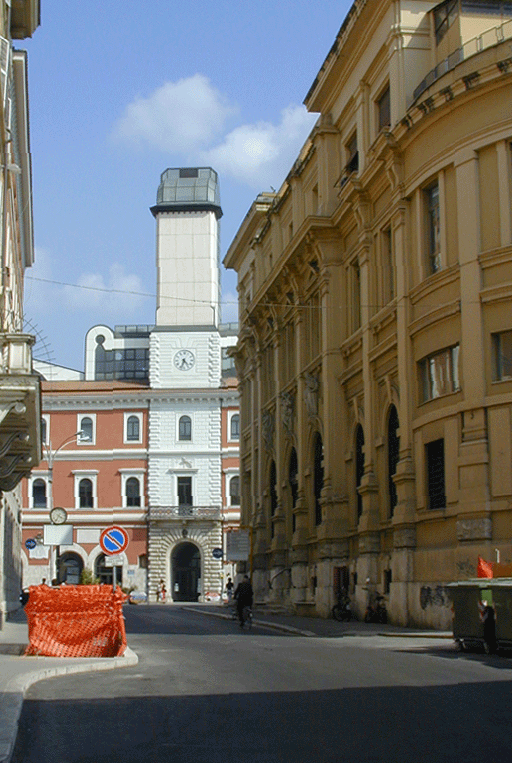
Терни, Via del Plebiscito
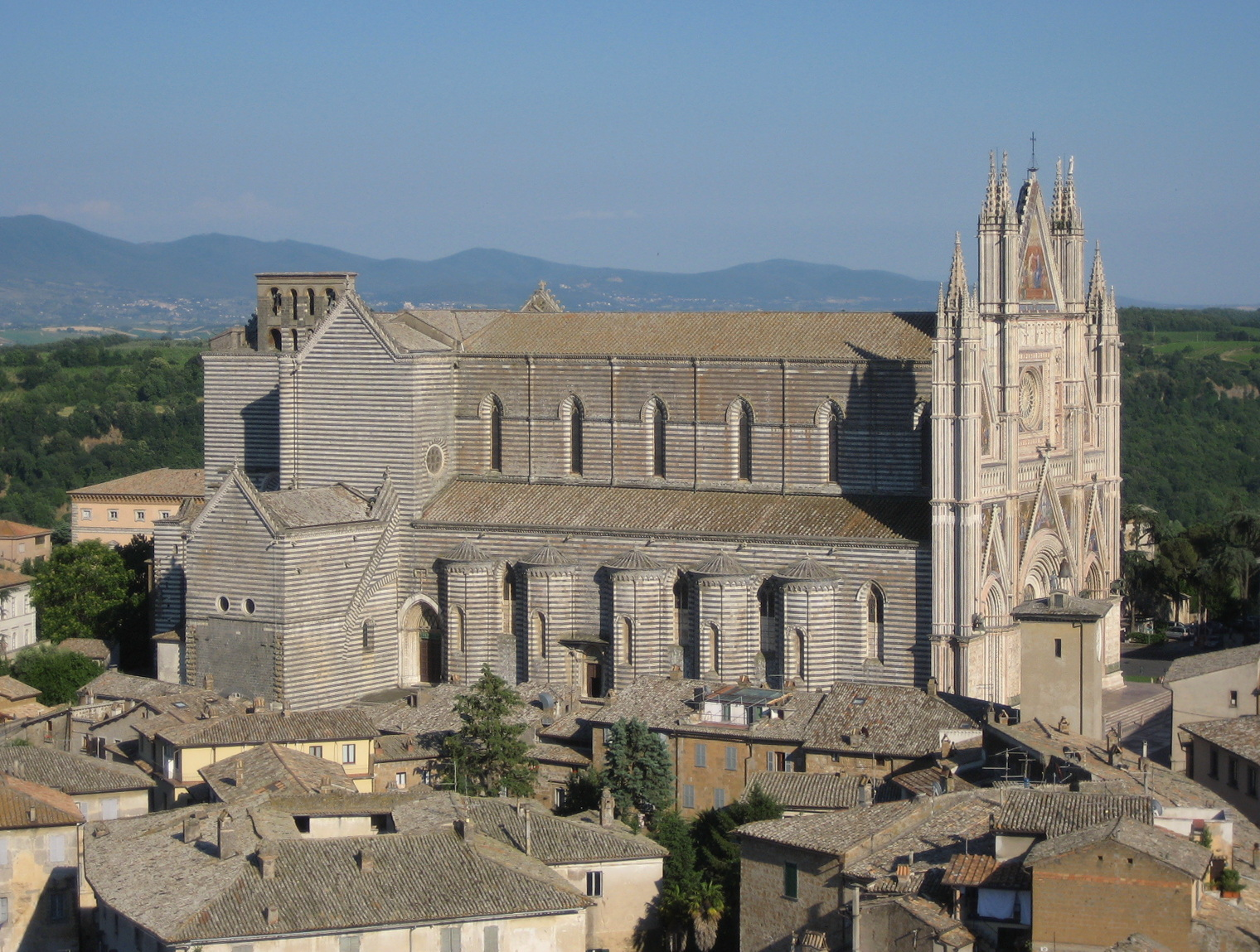
Собор в Орвието
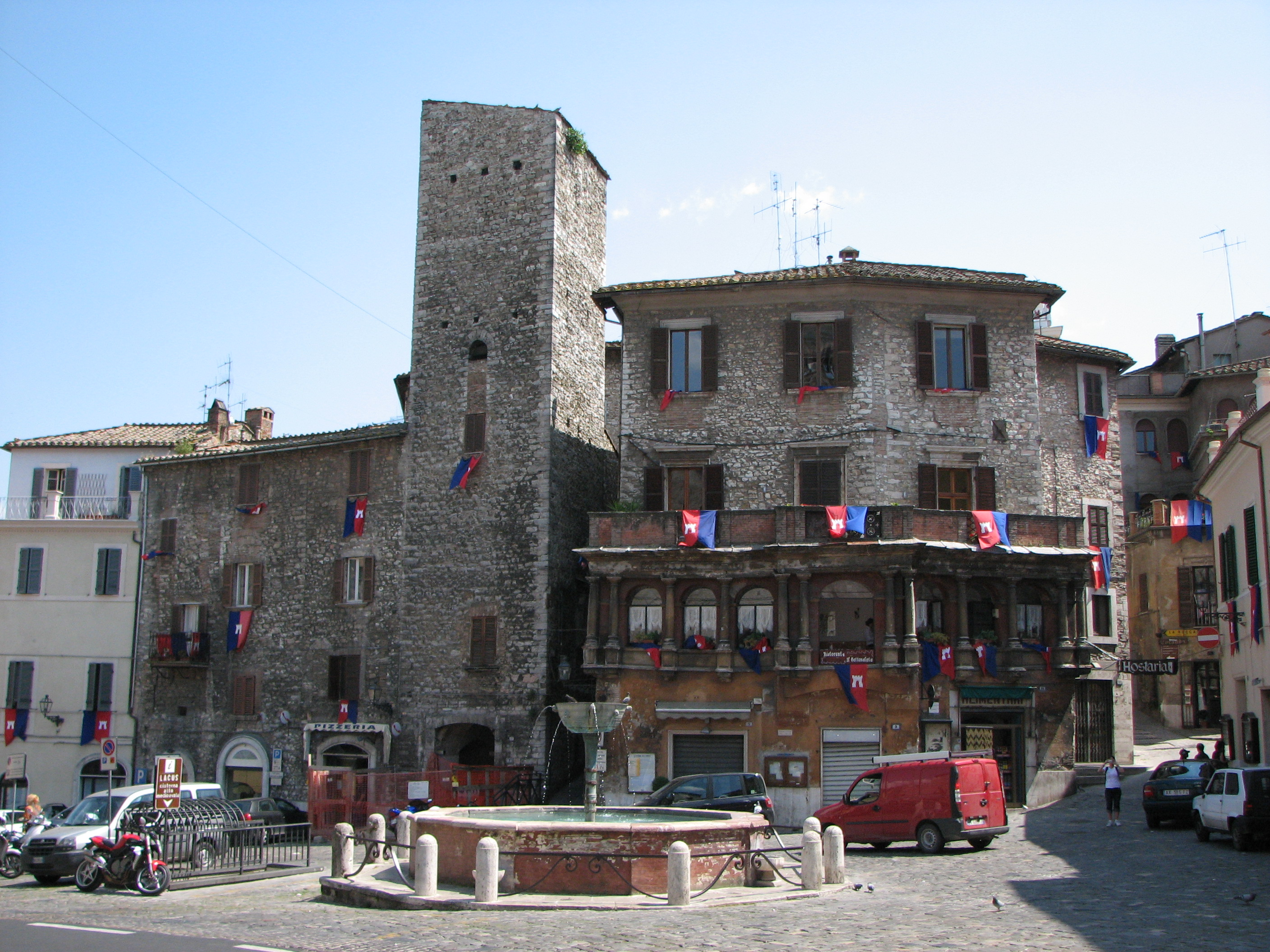
Центральная площадь в Нарни
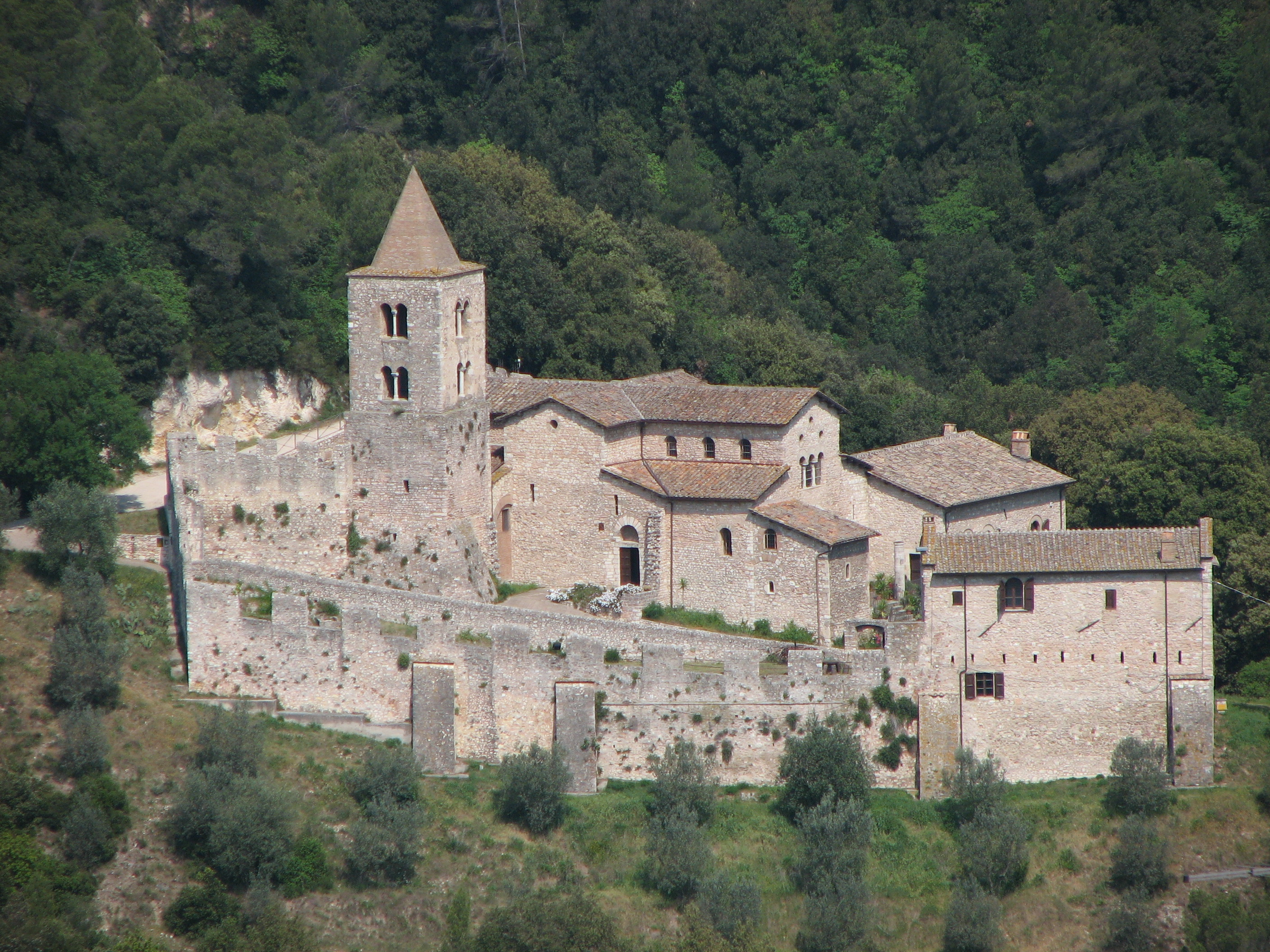
Аббатство Сан-Кассиано (Нарни)
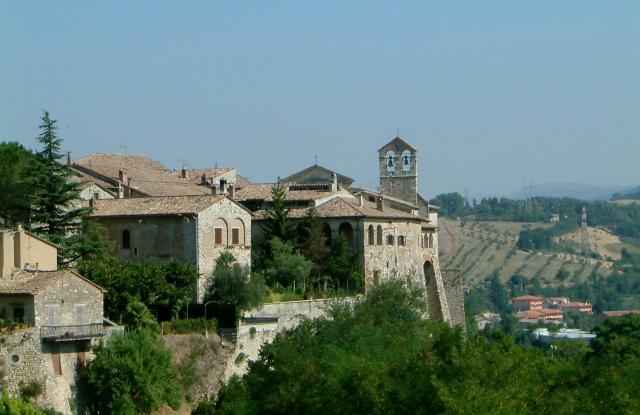
Сан-Джемини
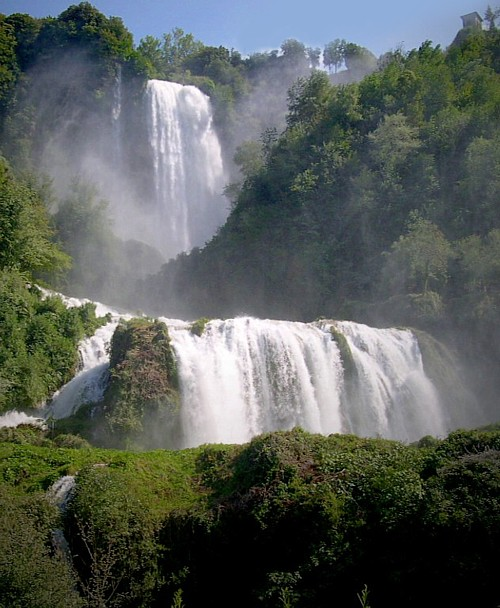
Мраморные водопады
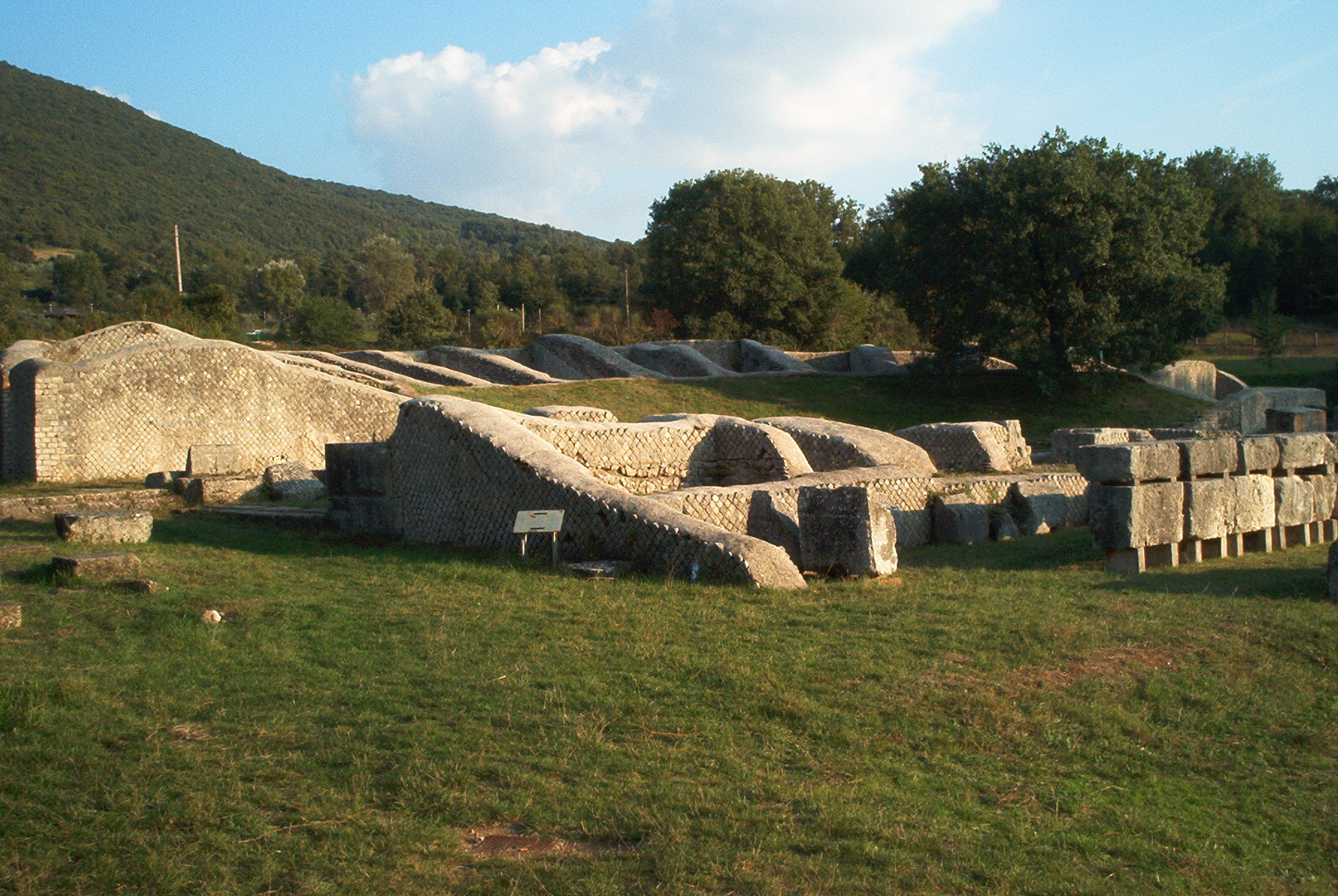
Древний театр в Карсулае
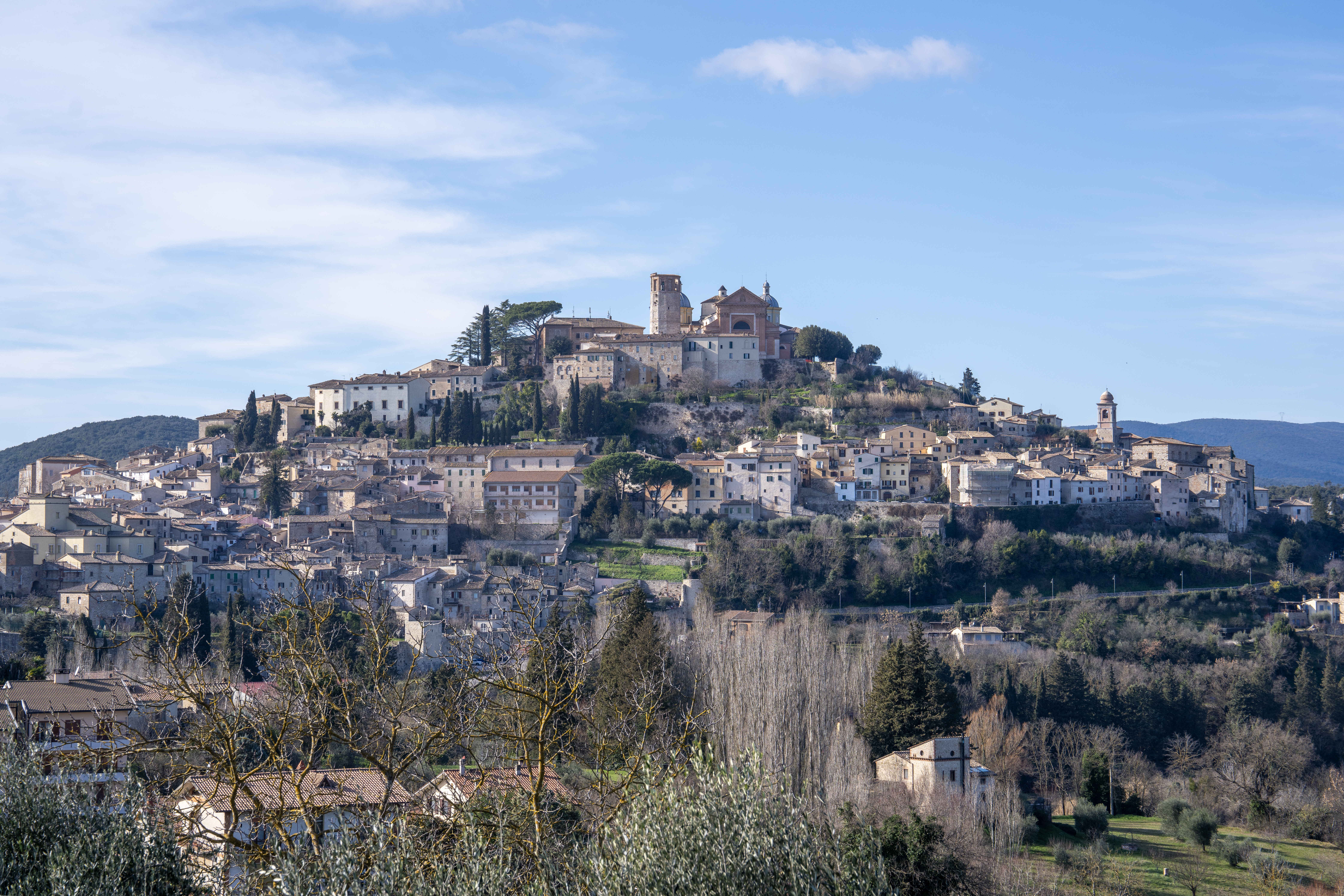
Амелия